# Prostitution au Luxembourg

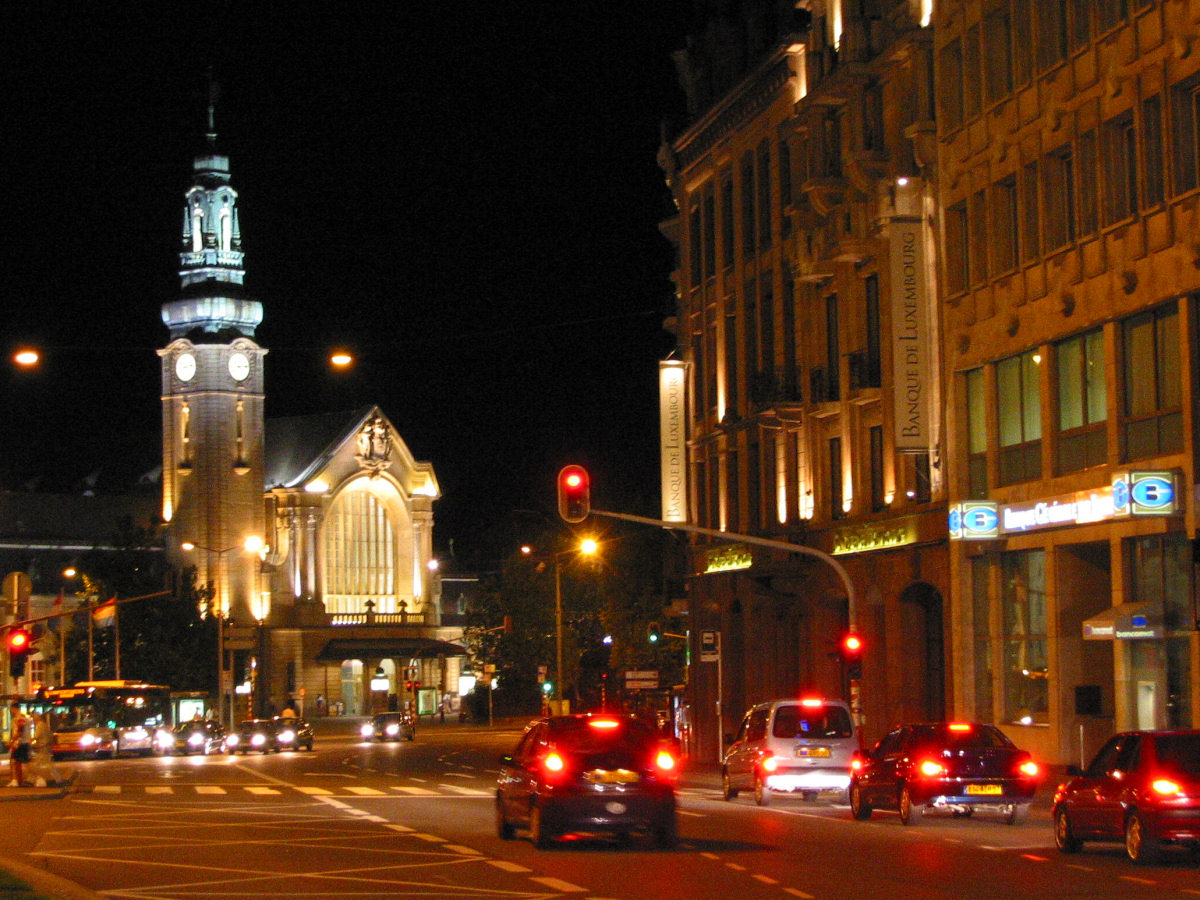
La gare de Luxembourg-Ville.

La prostitution au Luxembourg est en soi légale, et courante, mais les activités liées à la prostitution organisée, telles que le profit (exploitation de bordels et de réseaux de prostitution) ou l'aide à la prostitution, sont illégales. La traite des êtres humains est sévèrement réprimée. On estime à 300 le nombre de prostituées au Luxembourg, dont la plupart sont des immigrantes. 
En février 2018, la Chambre des députés a approuvé un projet de loi visant à criminaliser les clients des prostituées qui ont été victimes de la traite, de l'exploitation, d'une « personne vulnérable » ou d'un mineur,. 

## Prostitution de rue
La prostitution de rue n'est autorisée que dans deux rues proches de la gare de Luxembourg-Ville, et seulement entre 20 heures et 3 heures. La zone est réglementée par les autorités de la ville et fait l'objet de patrouilles régulières de la part de la police. Les prostituées qui travaillent en dehors de ces rues ou en dehors des heures autorisées peuvent être arrêtées et condamnées à une amende de 2 500 euros maximum. En raison du nombre de prostituées et de la zone limitée dans laquelle elles peuvent travailler, certaines travaillent dans d'autres rues proches de la zone légalisée et risquent d'être arrêtées. Le nombre de prostituées a augmenté en raison, au moins en partie, de la demande des hommes français à la suite des modifications des lois françaises sur la prostitution. La propagation des prostituées dans les rues adjacentes, associée aux activités liées à la drogue et à la violence des gangs, a conduit la police à fermer certaines rues de la zone à la circulation la nuit et à mettre en place des patrouilles à pied très médiatisées,. 